# Villmanstrands ekonomiska region
Villmanstrands ekonomiska region (finska: Lappeenrannan seutukunta) är en av ekonomiska regionerna i landskapet Södra Karelen i Finland. Folkmängden i regionen uppgick den 1 januari 2013 till 89 109 invånare, regionens totala areal utgjordes av 4 299 kvadratkilometer och därav utgjordes landytan av 3 286,07  kvadratkilometer.  I Finlands NUTS-indelning representerar regionen nivån LAU 1 (f.d. NUTS 4), och dess nationella kod är 091 .  

## Förteckning över kommuner
Villmanstrands ekonomiska region  omfattar följande fem kommuner: 
- Lemi kommun
- Luumäki kommun
- Savitaipale kommun
- Taipalsaari kommun
- Villmanstrands stad

Samtliga kommuners språkliga status är enspråkigt finska.